# Schorsch Kamerun

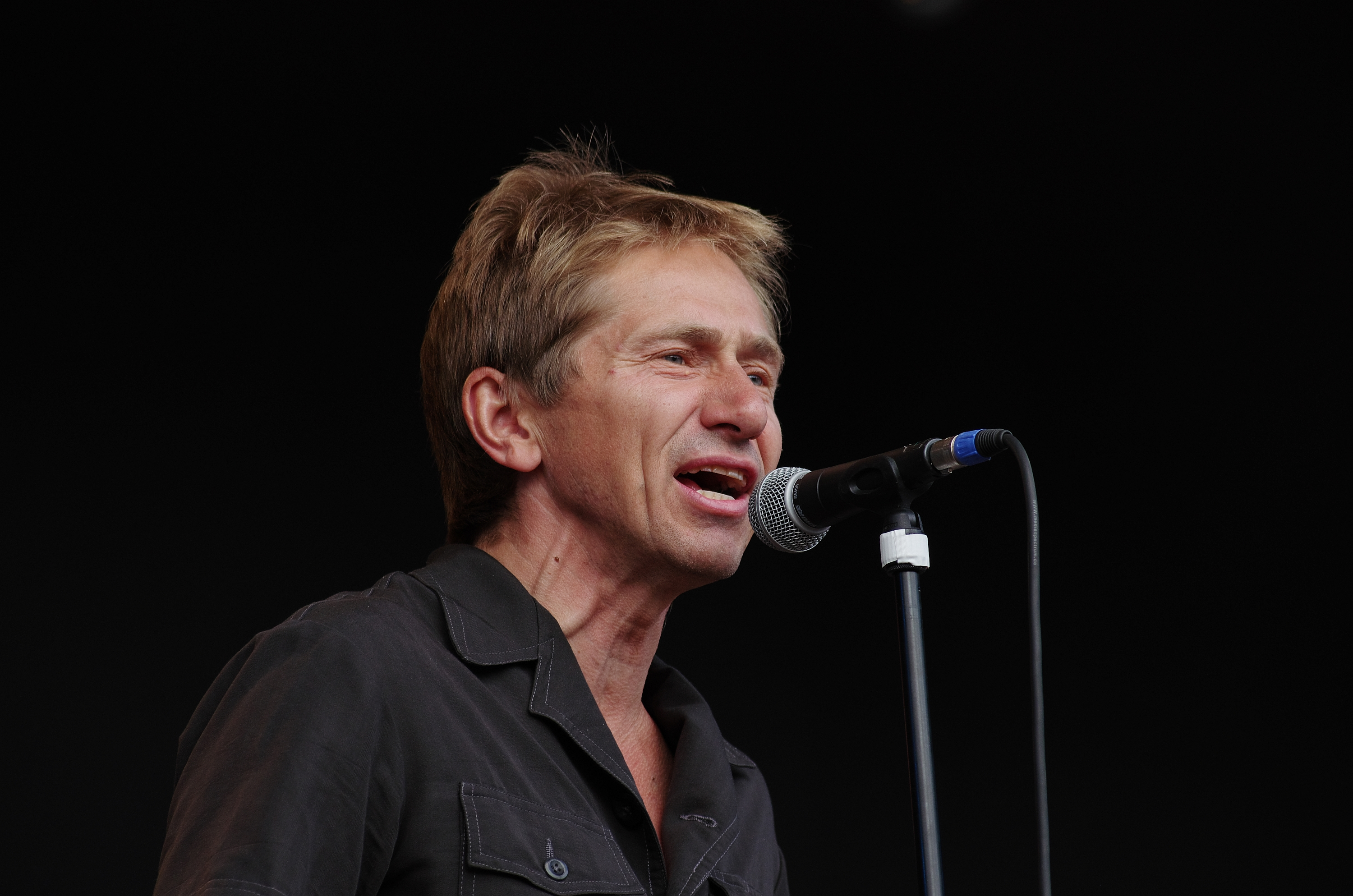
Schorsch Kamerun mit den Goldenen Zitronen beim Haldern Pop 2013

Schorsch Kamerun (* 29. Mai 1963 in Timmendorfer Strand; bürgerlich Thomas Sehl) ist ein deutscher Sänger, Autor, Theaterregisseur und Clubbetreiber.

## Leben und Wirken

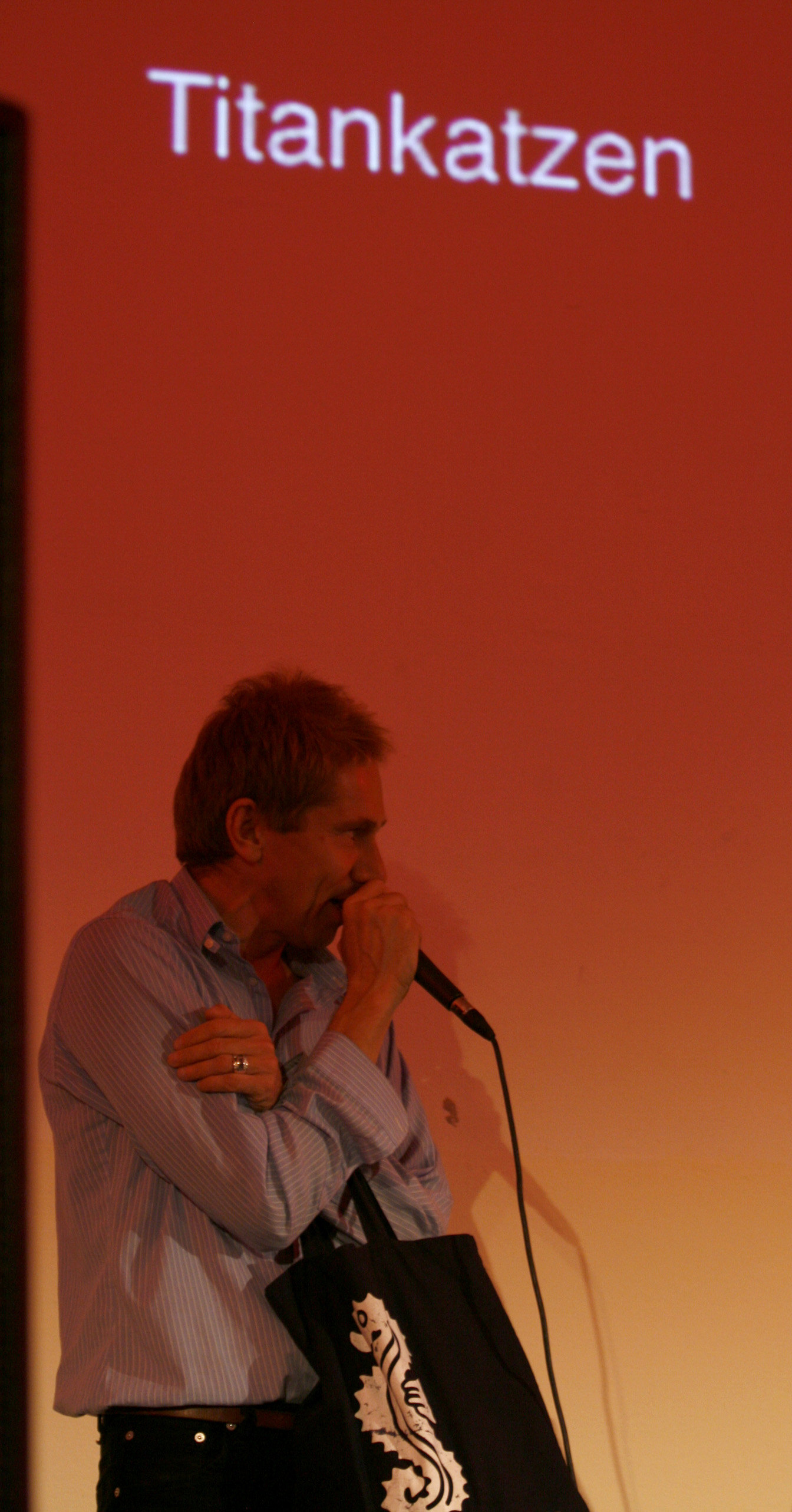
Schorsch Kamerun (MQ, Wien 2008)

Schorsch Kamerun wuchs in Timmendorfer Strand auf. Er lebt seit den frühen 1980er Jahren in Hamburg, mittlerweile auch in München. Er war 1984 Gründungsmitglied und ist bis heute Sänger der Hamburger Punkband Die Goldenen Zitronen. Daneben hat er auch Soloalben veröffentlicht. Zusammen mit seinem Jugendfreund Rocko Schamoni gründete er 1988 den Golden Pudel Club in Hamburg. Mitte der Neunziger hatten sie gemeinsam die Fernsehserie Pudel Overnight auf 3sat (wurde im Winter 2001 abgewandelt fortgesetzt). Im Wintersemester 2010/11 war er Gastprofessor an der Akademie der Bildenden Künste München, obgleich er keinen Schulabschluss besitzt.

## Theater
Seit einigen Jahren ist er auch als Theaterregisseur und -autor tätig. So inszenierte er unter anderem sein Stück Macht fressen Würde am Schauspielhaus Zürich (Uraufführung am 22. Mai 2003), bei dem es um den zunehmenden Rechtspopulismus in der Schweiz ging, und Hubert Fichtes Roman Die Palette am Hamburger Schauspielhaus (2000), und Eisstadt an der Berliner Volksbühne (2005).
Anfang 2006 hatte seine sogenannte Orientierungsoperette Der Chinese im Kinderbett an den Niedersächsischen Staatstheatern Hannover (Ballhof Eins) ihre Uraufführung. In der Spielzeit 2006/2007 hat Schorsch Kamerun das Stück Macht und Rebel nach dem Roman des norwegischen Autors Matias Faldbakken an den Münchner Kammerspielen uraufgeführt. Ab Januar 2008 wurde in Hannover das Stück Das kalte Herz (nach dem Märchen von Wilhelm Hauff) aufgeführt. Als eine Produktion im Rahmen der Ruhrtriennale 2008 inszenierte Schorsch Kamerun das Theaterexperiment Westwärts mit 150 Statisten in der Maschinenhalle Zeche Zweckel in Gladbeck.
Sein Stück M.S. ADENAUER – Die erste antiautoritäre Staatsoper hatte am 6. März 2009 im Schauspiel Köln seine Uraufführung, im Mai inszenierte er für die Wiener Festwochen Bei aller Vorsicht, einen Überprüfungsspaziergang unter professioneller Anleitung. Am 7. Juli 2009 hatte seine Inszenierung von Leonard Bernsteins Trouble in Tahiti unter der musikalischen Leitung von Kent Nagano an der Bayerischen Staatsoper Premiere. Im Oktober 2009 wurde das Konzert zur Revolution, ein Musiktheater zum 90. Jubiläum der Münchner Räterepublik, an den Münchner Kammerspielen uraufgeführt. 2010 folgten seine Stücke Abseitsfalle (Theater Oberhausen) und Vor uns die Sintflut (Thalia Theater Hamburg).
Auf der Grundlage der Theaterstücke verfasste er auch mehrere Hörspiele für den WDR. Dort gab er 2003 sein Hörspieldebüt mit dem Stück Hanns Eisler (1898–1962) – Hollywood Elegien und wurde für den Prix Italia nominiert. Im Jahr 2007 erhielt er für sein Hörspiel Ein Menschenbild, das in seiner Summe Null ergibt den Hörspielpreis der Kriegsblinden. In der Theatersaison 2007/2008 führte er im Schauspielhaus Zürich Regie in seinem Projekt Biologie der Angst.
2007 spielte Kamerun in Raymond Pettibons und Oliver Augsts Musical „The Whole World Is Watching“ (mit Keiji Haino und Marcel Daemgen) im Rahmen des Festivals MaerzMusik der Berliner Festspiele.
Im Dezember 2010 startete Kamerun eine Reihe von „Erfindungsabenden“, eine Mischung aus Gespräch, Konzert und Performance. Der erste Abend fand mit dem Titel Holt mich hier raus (ich bin hier vor der Wand) am 11. Dezember 2010 in der Spielhalle der Münchner Kammerspiele statt. Anfang März 2012 brachte er sein Projekt, eine „musiktheatralische Recherche“ mit dem Titel Die Verschwundenen von Altona, im Hamburger Thalia-Theater auf die Bühne. Am 5. Oktober 2012 wurde seine Konzertinstallation Sender Freies Düsseldorf am Düsseldorfer Schauspielhaus uraufgeführt, in der er sich mit moderner Kommunikation auseinandersetzt. Im März 2016 hatte am Deutschen Schauspielhaus in Hamburg Die disparate Stadt Premiere, eine Chronik widerständiger Bewegungen in Hamburg in Gestalt einer begehbaren Installation mit Schauspiel, Akrobatik, Gesang und Lesung. Im Juni 2019 ist zum 100. Bauhaus-Jubiläum Das Bauhaus – Ein rettendes Requiem an der Berliner Volksbühne aufgeführt worden.

## Roman
Im März 2016 erschien Kameruns erstes Buch Die Jugend ist die schönste Zeit des Lebens (Ullstein Verlag). Die Geschichten seines Protagonisten Horsti erinnern an Kameruns eigene Biografie: Ende der 70er Jahre kämpft Horsti, der sich später „Tommi from Germany“ nennt, mit seiner Clique gegen die Bürgerlichkeit und Repression der deutschen Kleinstadtidylle, ist Teil linker Strukturen und schließlich bekannter Regisseur und Musiker. Es geht um den Umgang mit Autoritäten und Rebellion, um das Prinzip der Täuschung, um den Spagat zwischen Subkultur und Hochkultur, Punk und Theater. Kameruns Debütroman wurde in den Medien positiv aufgenommen und im deutschsprachigen Feuilleton weitreichend besprochen.

## Bands/Projekte
- Die Goldenen Zitronen
- Motion
- Baby Man
- Silvester Boy
- Raison[20]

## Diskografie
- 1996: Warum Ändern Schlief
- 1996: Die Menschen aus Kiel (Remixe, Vinyl-Maxi-Single)
- 1997: Now: Sex Image
- 2000: Schorsch Kamerun (als Sylvester Boy) – Monsters Rule This World
- 2013: Der Mensch lässt nach
- 2013: Unabhängigkeit ist keine Lösung für moderne Babies

## Filmografie (Auswahl)
- 1992: Rollo Aller! 2 (Kurzfilm), (Darsteller, Filmmusik)
- 1994: Swingpfennig/Deutschmark (Fernsehfilm), (Darsteller)
- 1995: Pudel Overnight (Fernsehserie), (Mitwirkung)
- 1999: Park Fiction – Die Wünsche werden die Wohnung verlassen und auf die Strasse gehen (Dokumentarfilm), (Filmmusik)
- 2003: Golden Lemons (Dokumentarfilm), (Mitwirkung)
- 2003: Klappling (Kurzfilm, Regie: Franz Wanner), (Darsteller)
- 2007: Übriggebliebene ausgereifte Haltungen (Dokumentarfilm), (Mitwirkung)
- 2008: Ein flüchtiger Moment (Kurzfilm), (Darsteller)
- 2012: Wir werden immer weitergehen (Dokumentarfilm) (Mitwirkung)

## Kompilationsbeiträge
- 1996: Die Jugend ist die schönste Zeit des Lebens und Menschen haben keine Ahnung auf Bessere Zeiten klingt gut (L'Age D'Or)
- 1997: Einverstanden auf Musik für junge Leute (L'Age D'Or)
- 2000: Die Leute Vom Kiel (EC8OR Remix) auf Sauerkraut nicht Sushi (Let's Forget All About This) (L'Age D'Or)
- 2003: So sehr (Turtlebay Country Club feat. Schorsch Kamerun) auf Müssen alle mit (Tapete Records)
- 2016: „Fugen im Parkett“ auf „Anarchie und Alltag“ der Antilopen Gang
- 2019: Scheine in den Graben auf Der süße Duft der Widersprüchlichkeit (Wir vs. Ich) von Kettcar

## Hörspiele
- 2003: Hanns Eisler (1898–1962) – Hollywood Elegien, Text und Regie (WDR)
- 2005: Eisstadt, Text und Regie (WDR)
- 2006: Ein Menschenbild, das in seiner Summe null ergibt, Text und Regie (WDR) (Hörspielpreis der Kriegsblinden)[21]
- 2010: Der Wind steht still in der Reihe Deutschland 2089 des Bayerischen Rundfunks, Text und Regie (BR)
- 2012: Kann mir nicht vorstellen, dass es weiter geht, Text und Regie (WDR)
- 2013: Paul Plamper: Stille Nacht (Ruhe 3), (als Sprecher), Text und Regie (WDR)
- 2014: Väter haben sieben Leben, zusammen mit Martin Becker, Text und Regie (WDR)
- 2017: Kreiskolbenmotorhase – Extratheatrales Hörspiel über das Ende aller Vielfalt, Text und Regie (WDR)[22]
- 2020: M - Eine Stadt sucht einen Mörder (Wer hat Angst vor was eigentlich?) nach dem Film von Fritz Lang und Thea von Harbou, Text und Regie (BR)[23]
- 2024: Jugendliche und Hunde haben keinen Zutritt, Regie: der Autor (WDR)[24]